# Museo del cioccolato (Barcellona)
Il museo del cioccolato di Barcellona (in catalano Museu de la Xocolata) è un museo dedicato al mondo del cioccolato. È ospitato nel duecentesco ex convento di Sant'Agostino della città di Barcellona in Catalogna, Spagna.

## Caratteristiche
Il museo fondato su iniziativa del Gremi Provincial de Pastisseria de Barcelona (Corporazione dei Pasticcieri di Barcellona) ha per obbiettivo di promuovere la tradizione cioccolatiera artistica locale che per i catalani prende tutta sua importanza nella lavorazione delle mona de Pascua.
Su una superficie di 600 m², lo spazio museale racconta il percorso storico e geografico del cioccolato dalle origini alla diffusione in Europa. Oltre alle attrezzature originali utilizzate per la produzione o stoviglie per il servizio del cioccolato, il museo espone anche un gran numero di sculture in cioccolato. Tra i modellini più importanti sono presenti: una riproduzione della Pietà vaticana, Asterix, Don Chisciotte e SpongeBob, un carro di Ben-Hur fino ad arrivare alla fontana a forma di salamandra del Parco Güell.
Il museo organizza ogni anno nella sala accogliente delle mostre temporanee, un concorso internazionale per le figure di cioccolato riunendo professionisti da tutto il mondo. Il tema è diverso ogni anno, ad esempio, l'anno di Dalí, l'anno di Gaudi e l'anno dell'Astronomia. Queste competizioni prevedono il rinnovo di mostre temporanee.
Come per gli adulti, ai bambini vengono anche offerti corsi per creare il loro proprio cioccolatino artigianale.

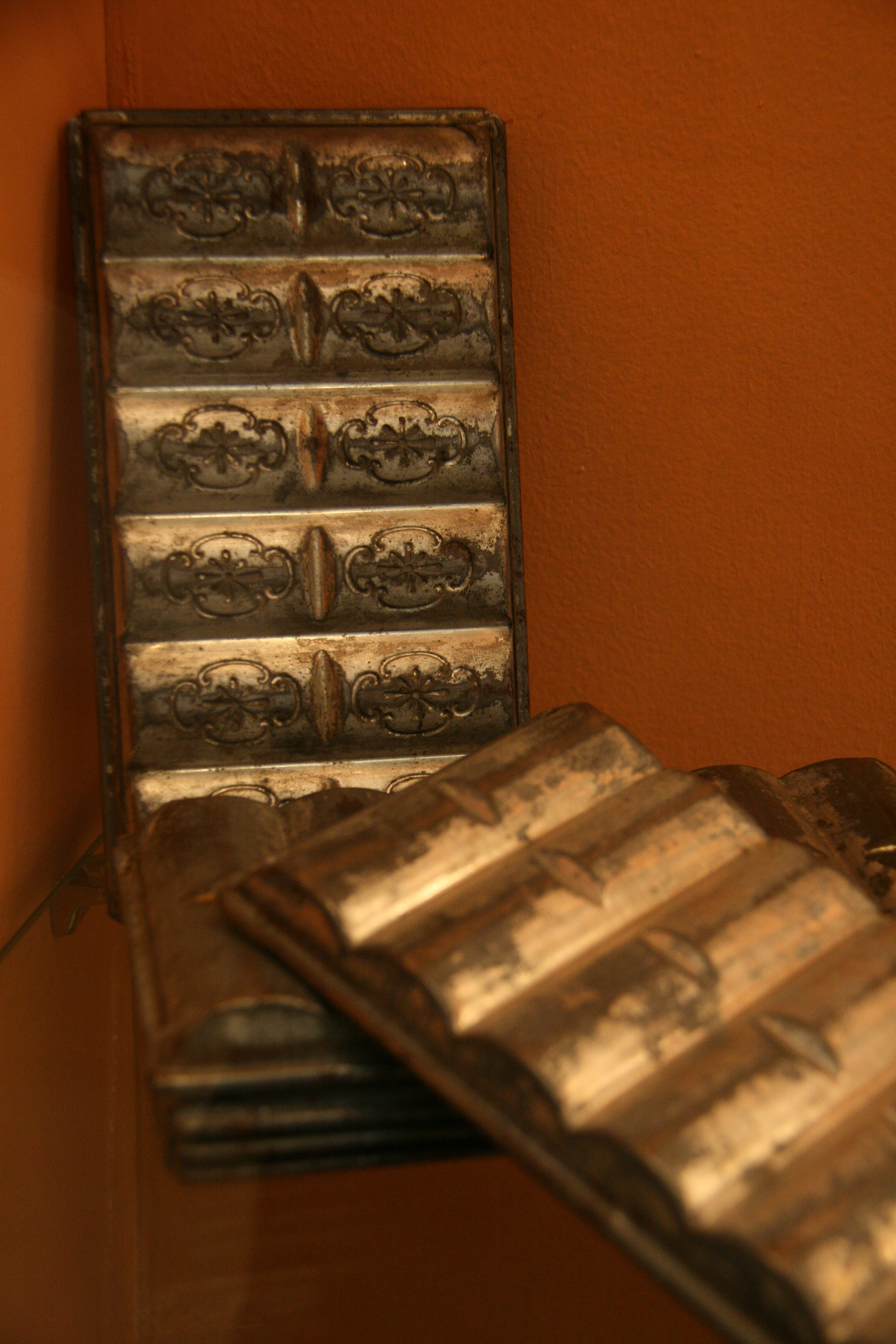
Stampi per le tavolette di cioccolato
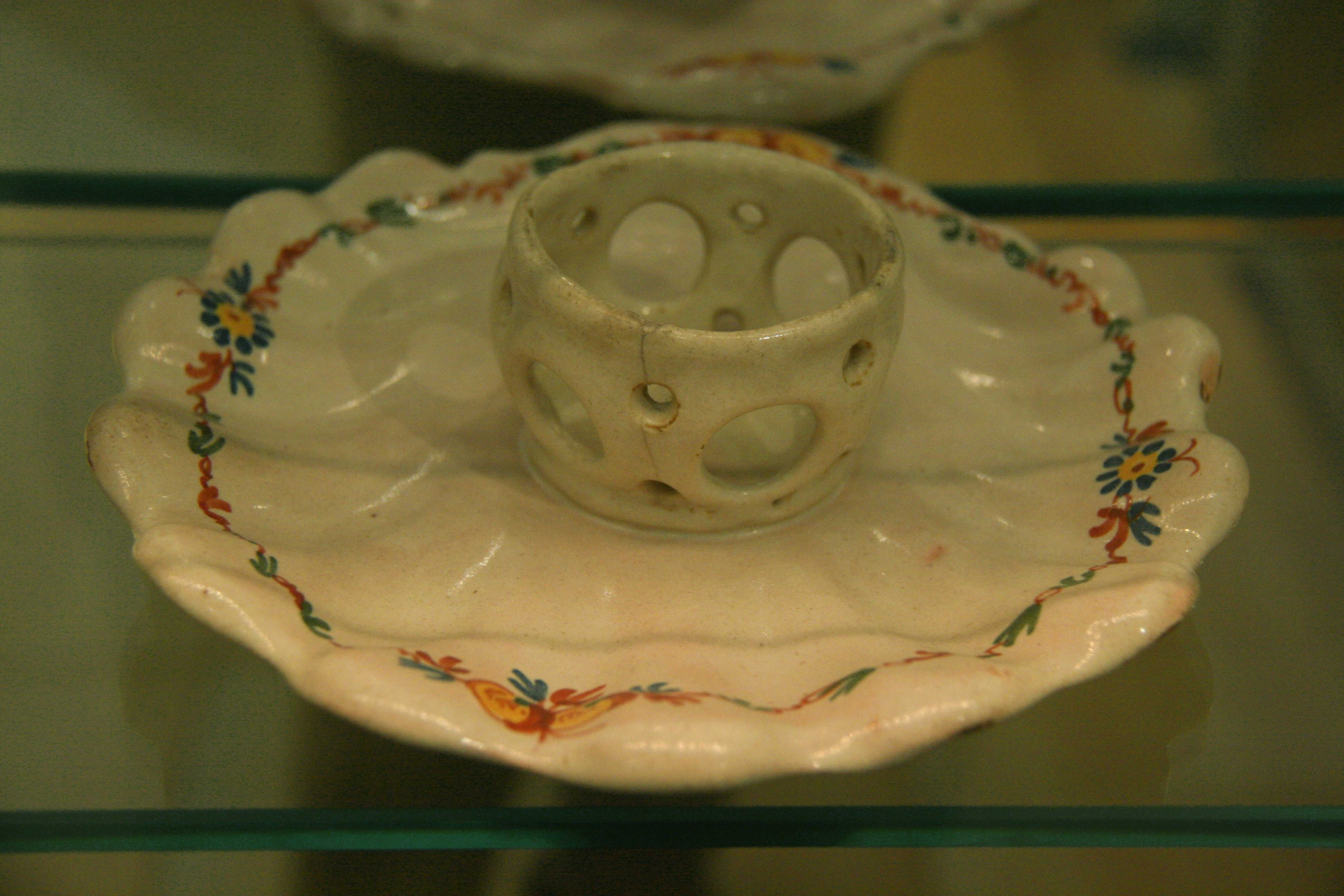
Mancerina (vassoio in porcellana di L'Alcora) usata per servire la cioccolata calda
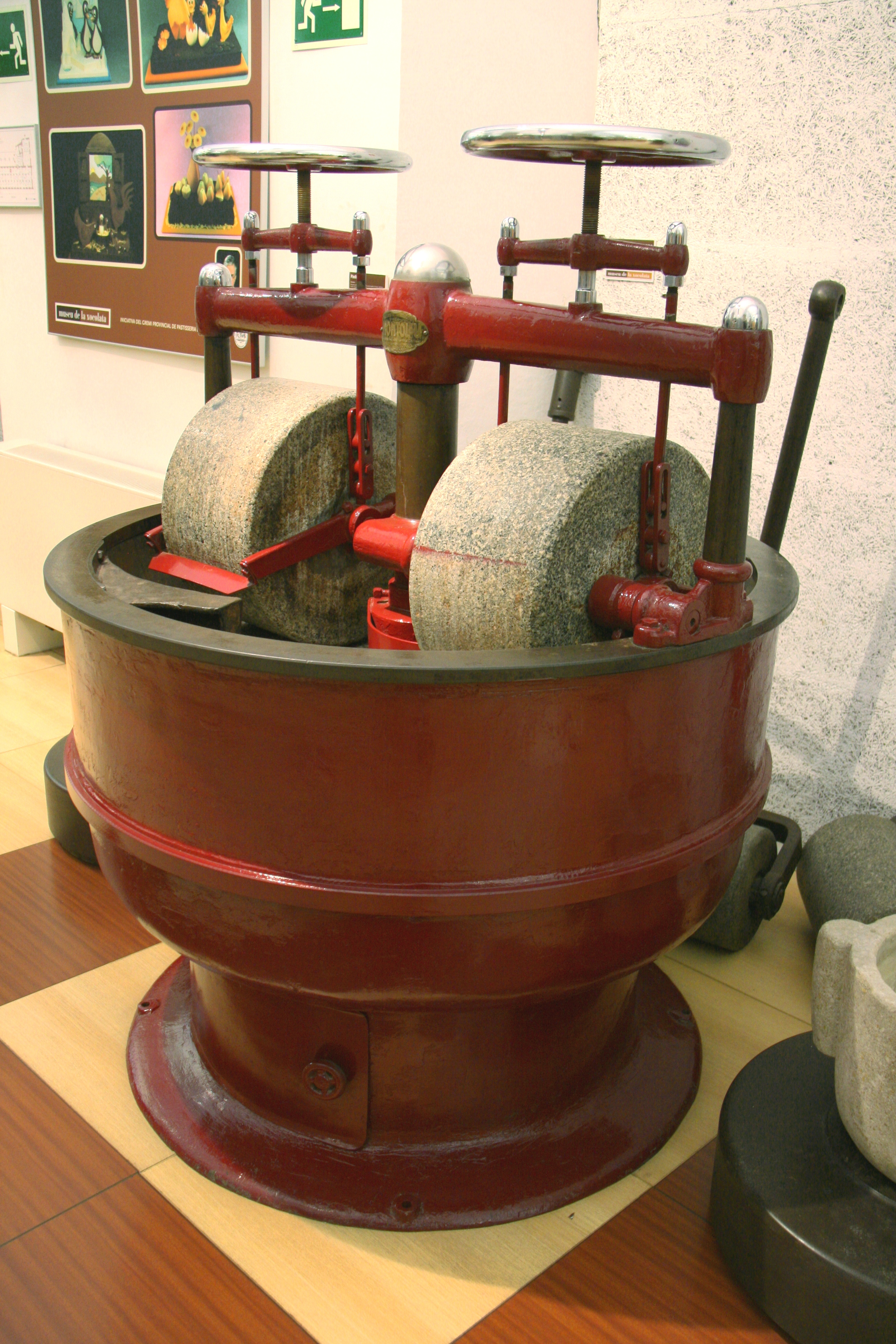
Miscelatore per fave di cacao